# Swartzia oraria
Swartzia oraria là một loài rau đậu thuộc họ Fabaceae.
Nó chỉ được tìm thấy ở Colombia.